# 深頸動脈
深頸動脈（Arteria cervicalis profunda）為頸部的一條動脈。

## 解剖
深頸動脈源自於肋頸動脈幹，在某些個案該動脈會發源於鎖骨下動脈。
深頸動脈分出後會向後穿過C8頸動脈上方，並進入橫突和C7颈椎之間，並沿頸部的頭半棘肌和頸半棘肌之間向上攀升。直到C2頸椎與其他枕動脈和椎動脈產生動脈吻合。